# Vjatszkoje
Vjatszkoje (oroszul: Вятское) apró halászfalu az oroszországi Habarovszki határterület Habarovszki járásában, az Amur-folyó partján, Habarovszktól 70 km-re északkeletre.

## Történelem
A település eredeti lakosai tunguzok voltak.
Régebben a kínai Külső-Mandzsúriához tartozott, de 1860-ban a környező városokkal együtt az Orosz Birodalomhoz csatolták.
A második világháború alatt Vjatszkoje mellett volt a 88. szovjet lövészdandár tábora, amelyet kínai és koreai gerillák alkottak. Kim Ir Szen, Észak-Korea későbbi vezetője, akkor egy ezred parancsnoka is huzamosabb ideig itt tartózkodott, családja társaságában. Néhány forrás szerint Kim Dzsongil itt született 1941. február 16-án.